# Fresnillo
Fresnillo (eigentlich Fresnillo de González Echeverría) ist eine ca. 130.000 Einwohner zählende Großstadt im nordmexikanischen Bundesstaat Zacatecas. Die gleichnamige Gemeinde (municipio) zählt ca. 250.000 Einwohner. Das nahegelegene Santuario de Plateros ist eines der wichtigsten Heiligtümer Mexikos und wurde im Jahr 2010 als Teil des Camino Real de Tierra Adentro von der UNESCO als Weltkulturerbe anerkannt.

## Lage und Klima
Die Stadt Fresnillo liegt knapp 700 km (Fahrtstrecke) nordwestlich von Mexiko-Stadt in einer mittleren Höhe von ca. 2185 m; die Provinzhauptstadt  Zacatecas befindet sich ca. 60 km südöstlich. Das Klima ist warm; Regen (ca. 415 mm/Jahr) fällt überwiegend im Sommerhalbjahr.

## Bevölkerungsentwicklung
| Jahr      | 2000   | 2005    | 2010    |
| Einwohner | 97.023 | 110.892 | 120.944 |

Der stetige Bevölkerungszuwachs beruht im Wesentlichen auf der immer noch anhaltenden Zuwanderung von Einzelpersonen und Familien aus den Dörfern der Umgebung.

## Wirtschaft
Seit Jahrhunderten werden in den Minen der Umgebung Silber-, Kupfer-, Blei- und Zinkerze abgebaut; Fresnillo selbst ist durch den Bergbau geprägt. Doch auch die Viehzucht (Rinder, Schafe, Ziegen, Schweine) spielt eine wichtige Rolle im Leben der Gemeinde; daneben sind auch der Anbau von Getreide (Mais, Weizen, Gerste) und der Obst- und Gemüseanbau (Bohnen, Chilis, Tomaten, Kaktusfeigen, Pfirsiche, Birnen, Feigen, Walnüssen) von Bedeutung. In der Stadt selbst haben sich Kleinhändler, Handwerker und Dienstleister aller Art angesiedelt.

## Geschichte
Zur Zeit der Eroberung durch die Spanier (conquista) waren die Gebiete im Norden Neuspaniens nur dünn besiedelt; feste Häuser, steinerne Tempel oder gar städtische Strukturen gab es nicht. Die Stadt Fresnillo wurde im Jahr 1554 auf Betreiben des damaligen Vizekönigs Luis de Velasco von Francisco de Ibarra zur Sicherung der „Silberstraße“ zwischen Mexiko-Stadt und den Minen des Nordens gegründet; der ursprüngliche Ortsname lautete Ojo de Aguas del Fresnillo („Quelle bei den Eschen“).

## Sehenswürdigkeiten
Die sich schnell entwickelnde Stadt verfügt über mehrere imposante Barock- und Neobarockkirchen. Des Weiteren hat sie ein im Jahr 1832 errichtetes Monument in Form eines Obelisken und ein Theater aus der zweiten Hälfte des 19. Jahrhunderts.
Umgebung
Im ca. 5 km nordöstlich gelegenen Minenort Plateros befindet sich eine der wichtigsten Pilgerstätten Mexikos – hier wird das Jesuskind von Atocha (Niño de Atocha) verehrt.

## Persönlichkeiten
- Julio Ruelas (1870–1907), Maler
- Francisco Goitia (1882–1960), Maler
- Manuel María Ponce (1882–1948), Komponist
- Vicente García Bernal (1929–2017), römisch-katholischer Geistlicher, Bischof von Ciudad Obregón
- Alberto Campos Hernández (* 1951), römisch-katholischer Geistlicher, emeritierter Apostolischer Vikar von San José de Amazonas
- Víctor Perales (* 1990), Fußballspieler